# Alexander Kølpin
 For alternative betydninger, se Alexander Kølpin (flertydig). (Se også artikler, som begynder med Alexander Kølpin)
Nicolas Alexander Kølpin (født 1. juni 1965 i Charlottenlund) er en dansk instruktør, skuespiller, hotelejer og tidligere balletdanser.

## Karriere
Han er uddannet som danser på Det Kongelige Teaters Balletskole, blev tilknyttet Den kongelige ballet i 1981 og udnævnt til solodanser i 1988. I 1993 blev han udnævnt til verdens bedste mandlige danser.
Han grundlagde Copenhagen International Ballet i 1991 og har bl.a. lavet forestillingen Fire Play med Safri Duo. Som skuespiller har han bl.a. medvirket i Casino Moonlight på Østre Gasværk og i forestillingen Det bare mænd.
Han er siden blevet ejer og kreativ direktør i Kolpin Hotels, der blev startet af hans far, og som i 2025 omfattede Sanders Hotel (København), Helenekilde Badehotel, Tisvildeleje Strandhotel og Roberta's Society (Aarhus).

## Privatliv
Privat har han dannet par med danserne Anne Marie Vessel, som han har et barn med, og Rose Gad.
Han var i 13 år gift med psykolog Sarah Zobel Kølpin. De blev skilt i 2012. De har to børn sammen. I en periode i 2013 dannede han par med Ibi Støving.